# Pierwaja gruppa klassa A czempionata SSSR po futbołu (1969)
Rozgrywki radzieckiej pierwszej grupy klasy A w sezonie 1969 były trzydziestymi pierwszymi w historii radzieckiej pierwszej ligi. W rozgrywkach wzięło udział dwadzieścia drużyn, w tym jedna, która awansowała z drugiej ligi – Urałmasz Swierdłowsk. Zdecydowano zmienić format rozgrywek. Sezon podzielono na rundę zasadniczą w dwóch grupach i rundę finałową w dwóch grupach. W pierwszym etapie dwudziestu klubów, podzielonych na dwie podgrupy po 10 drużyn, rozegrały mecze każdy z każdym po 2 razy, w sumie 18 kolejek. Zespoły, które zajęły pierwsze siedem miejsc, walczyły w drugim etapie o medale. Dla zakwalifikowanych drużyn zostały odliczone punkty zdobyte w ich meczach z zespołami z miejsc 8-10. Zespoły, które zajęły miejsca 8-10, zachowały wszystkie punkty zdobyte w pierwszym etapie. Odbyły się 14 kolejek w grupie mistrzowskiej oraz 18 kolejek w grupie spadkowej. Mistrzowski tytuł po raz 9-ty wywalczyła drużyna Spartaka Moskwa. Współkrólami strzelców ligi zostali Nikołaj Osianin ze Spartaka Moskwa, Władimir Proskurin ze SKA Rostów nad Donem i Dżemal Cherchadze z Torpeda Kutaisi, którzy zdobyli po 16 goli.

## Runda zasadnicza

### Grupa A

#### Tabela
| Lp. | Drużyna                   | M  | Z  | R | P  | Bramki | Bramki | Różn. | Pkt | Uwagi |
| --- | ------------------------- | -- | -- | - | -- | ------ | ------ | ----- | --- | ----- |
| 1   | Dynamo Kijów              | 18 | 10 | 8 | 0  | 25     | 6      | +19   | 28  |       |
| 2   | CSKA Moskwa               | 18 | 9  | 6 | 3  | 18     | 8      | +10   | 24  |       |
| 3   | Dinamo Moskwa             | 18 | 7  | 4 | 7  | 17     | 18     | −1    | 18  |       |
| 4   | SKA Rostów nad Donem      | 18 | 7  | 4 | 7  | 20     | 24     | −4    | 18  |       |
| 5   | Zoria Ługańsk             | 18 | 6  | 5 | 7  | 19     | 16     | +3    | 17  |       |
| 6   | Neftçi PFK                | 18 | 5  | 7 | 6  | 16     | 18     | −2    | 17  |       |
| 7   | Czornomoreć Odessa        | 18 | 5  | 7 | 6  | 14     | 17     | −3    | 17  |       |
| 8   | Ararat Erywań             | 18 | 6  | 5 | 7  | 18     | 23     | −5    | 17  |       |
| 9   | Urałmasz Swierdłowsk      | 18 | 4  | 6 | 8  | 9      | 18     | −9    | 14  |       |
| 10  | Krylja Sowietow Kujbyszew | 18 | 3  | 4 | 11 | 16     | 24     | −8    | 10  |       |

### Grupa B

#### Tabela
| Lp. | Drużyna           | M  | Z  | R | P  | Bramki | Bramki | Różn. | Pkt | Uwagi |
| --- | ----------------- | -- | -- | - | -- | ------ | ------ | ----- | --- | ----- |
| 1   | Spartak Moskwa    | 18 | 14 | 3 | 1  | 29     | 9      | +20   | 31  |       |
| 2   | Dinamo Tbilisi    | 18 | 8  | 9 | 1  | 22     | 7      | +15   | 25  |       |
| 3   | Szachtar Donieck  | 18 | 5  | 8 | 5  | 20     | 17     | +3    | 18  |       |
| 4   | Torpedo Moskwa    | 18 | 5  | 8 | 5  | 15     | 14     | +1    | 18  |       |
| 5   | Dynama Mińsk      | 18 | 5  | 6 | 7  | 16     | 19     | −3    | 16  |       |
| 6   | Zenit Leningrad   | 18 | 5  | 6 | 7  | 14     | 18     | −4    | 16  |       |
| 7   | Torpedo Kutaisi   | 18 | 7  | 2 | 9  | 17     | 27     | −10   | 16  |       |
| 8   | Kajrat Ałmaty     | 18 | 4  | 7 | 7  | 15     | 18     | −3    | 15  |       |
| 9   | Paxtakor Taszkent | 18 | 6  | 3 | 9  | 16     | 23     | −7    | 15  |       |
| 10  | Lokomotiw Moskwa  | 18 | 2  | 6 | 10 | 13     | 25     | −12   | 10  |       |

## Runda finałowa

### Grupa mistrzowska

#### Tabela
| Lp. | Drużyna              | M  | Z  | R  | P  | Bramki | Bramki | Różn. | Pkt | Uwagi                       |
| --- | -------------------- | -- | -- | -- | -- | ------ | ------ | ----- | --- | --------------------------- |
| 1   | Spartak Moskwa (M)   | 26 | 19 | 5  | 2  | 40     | 11     | +29   | 43  | Puchar Europy • 1/16 finału |
| 2   | Dynamo Kijów         | 26 | 16 | 7  | 3  | 37     | 13     | +24   | 39  |                             |
| 3   | Dinamo Tbilisi       | 26 | 12 | 11 | 3  | 34     | 17     | +17   | 35  |                             |
| 4   | Dinamo Moskwa        | 26 | 12 | 7  | 7  | 44     | 28     | +16   | 31  |                             |
| 5   | Torpedo Moskwa       | 26 | 11 | 9  | 6  | 29     | 19     | +10   | 31  |                             |
| 6   | CSKA Moskwa          | 26 | 10 | 9  | 7  | 19     | 14     | +5    | 29  |                             |
| 7   | Neftçi PFK           | 26 | 6  | 11 | 9  | 26     | 27     | −1    | 23  |                             |
| 8   | Czornomoreć Odessa   | 26 | 7  | 7  | 12 | 17     | 26     | −9    | 21  |                             |
| 9   | Zenit Leningrad      | 26 | 6  | 9  | 11 | 21     | 34     | −13   | 21  |                             |
| 10  | Szachtar Donieck     | 26 | 6  | 8  | 12 | 20     | 28     | −8    | 20  |                             |
| 11  | Zoria Ługańsk        | 26 | 5  | 9  | 12 | 21     | 30     | −9    | 19  |                             |
| 12  | SKA Rostów nad Donem | 26 | 6  | 7  | 13 | 23     | 37     | −14   | 19  |                             |
| 13  | Dynama Mińsk         | 26 | 5  | 9  | 12 | 14     | 31     | −17   | 19  |                             |
| 14  | Torpedo Kutaisi      | 26 | 4  | 6  | 16 | 20     | 50     | −30   | 14  |                             |

Uwaga:
- Po raz pierwszy w historii mistrzostw ZSRR klub z drugiej ligi Karpaty Lwów zdobył Puchar ZSRR i prezentował kraj w rozgrywkach Pucharu Zdobywców Pucharów sezonu 1970/1971.

### Grupa spadkowa

#### Tabela
| Lp. | Drużyna                   | M  | Z  | R  | P  | Bramki | Bramki | Różn. | Pkt | Uwagi                    |
| --- | ------------------------- | -- | -- | -- | -- | ------ | ------ | ----- | --- | ------------------------ |
| 15  | Ararat Erywań             | 34 | 13 | 11 | 10 | 48     | 40     | +8    | 37  |                          |
| 16  | Paxtakor Taszkent         | 34 | 13 | 9  | 12 | 35     | 37     | −2    | 35  |                          |
| 17  | Kajrat Ałmaty             | 34 | 12 | 10 | 12 | 29     | 31     | −2    | 34  | Spadek do Pierwoj Gruppy |
| 18  | Lokomotiw Moskwa          | 34 | 8  | 9  | 17 | 33     | 47     | −14   | 25  | Spadek do Pierwoj Gruppy |
| 19  | Krylja Sowietow Kujbyszew | 34 | 8  | 8  | 18 | 34     | 48     | −14   | 24  | Spadek do Pierwoj Gruppy |
| 20  | Urałmasz Swierdłowsk      | 34 | 7  | 8  | 19 | 19     | 39     | −20   | 22  | Spadek do Pierwoj Gruppy |

## Nagrody
| Mistrz ZSRR w sezonie 1969 |
| -------------------------- |
| ZSRR                       |
| Spartak Moskwa 9 tytuł     |